# Polititransport
Polititransport avser transport av avlidna efter dödsfall genom olycka eller självmord samt vid framskriden förruttnelse, brott eller vid misstanke om brott. Transporterna sker till närmaste rättsmedicinska anstalt. Transporten beställs av polisen.

## Sverige

### Stockholm
Fram till 1965 sköttes dessa transporter i Stockholm av polisen, men verksamheten togs över av Hjälpcentralen, eftersom transporten inte ansågs vara en polisiär uppgift. Transporterna togs 1974 över av transportcentralen vid begravningsbyrån Fonus. År 1995 lade landstingets egen transportverksamhet Transland anbud på verksamheten i Stockholm men man skötte inte sitt åtagande och förlorade uppdraget till Ferms åkeri som svarade för uppgiften mellan 1995 och 1998. År 1999 tog Politivagn Stockholm AB över och förlorade sedan avtalet till Fidelia AB åren 2003–2011. Från och med maj 2011 är det återigen Politivagn Stockholm AB som utövar polititransport i Stockholms län.